# Sierra Leona en los Juegos Paralímpicos de Atlanta 1996
Sierra Leona estuvo representada en los Juegos Paralímpicos de Atlanta 1996 por un deportista masculino. El equipo paralímpico sierraleonés no obtuvo ninguna medalla en estos Juegos.